# أعمال الشغب في الأرجنتين ديسمبر 2001
أزمة ديسمبر 2001 والمعروفة أيضًا باسم أرجنتينازو (بالإسبانية: Argentinazo)، هي فترة من الاضطرابات المدنية وأعمال الشغب التي وقعت خلال ديسمبر من عام 2001، والتي شهدت فيها الأرجنتين أكثر الحوادث عنفًا في 19 و 20 ديسمبر في العاصمة بوينس آيرس وروزاريو وغيرها من المدن الكبيرة في جميع أنحاء البلاد. سبقتها ثورة شعبية ضد الحكومة الأرجنتينية، تجمعت خلف شعار «يجب أن يذهب الجميع!» (بالإسبانية: ¡Que se vayan todos!) والتي تسببت في استقالة الرئيس آنذاك فرناندو دي لا روا، الأمر الذي أفسح المجال لفترة من عدم الاستقرار السياسي إذ أدى خمسة من المسؤولين الحكوميين مهام الرئاسة الأرجنتينية. وقد حدثت فترة عدم الاستقرار هذه خلال فترة الأزمة الأكبر المعروفة باسم الكساد الكبير في الأرجنتين، وهي أزمة اقتصادية وسياسية واجتماعية استمرت من عام 1998 حتى عام 2002.
تُعتبر أزمة ديسمبر 2001 بمثابة استجابة مباشرة لفرض الحكومة لسياسات «كورال» (بالإسبانية: Corralito) بناءً على طلب وزير الاقتصاد دومينغو كافالو، الأمر الذي أدى إلى تقييد قدرة الناس على سحب النقد من البنوك. انتشرت أعمال الشغب والاحتجاجات في 19 ديسمبر 2001، فور إعلان الرئيس حالة الطوارئ واستقالته في اليوم التالي. استمرت حالة من عدم الاستقرار المؤسسي الشديد على مدى الأيام الإثني عشر المقبلة، والتي استقال خلالها الرئيس الخليفة أدولفو رودريغيز سا أيضًا. على الرغم من أن درجة عدم الاستقرار قد شهدت تراجعًا ملحوظًا، إلا أن أحداث ديسمبر 2001 أصبحت ضربة قوية ضد شرعية الحكومة الأرجنتينية في السنوات التالية.
كانت أغلبية المشاركين في الاحتجاجات غير منتسبين إلى أي حزب سياسي أو منظمة سياسية معينة. وعلى مدى الاحتجاجات، قتلت قوات الشرطة والأمن 39 شخصًا، معظمهم أثناء عمليات السطو في المقاطعات التي تحكمها المعارضة البيرونية. من بين القتلى ال 39، كان تسعة منهم قاصرين، ما يدل على درجة القمع التي أمرت بها الحكومة لمعارضة الاحتجاجات.

## الخلفية

### اقتصاد الأرجنتين
كان فرناندو دي لا روا، المرشح للتحالف من أجل العمل والعدالة والتعليم، قد تولى دور الرئيس في ديسمبر عام 1999 في خضم الركود الاقتصادي، والذي نتج جزئيًا عن خطة قابلية التحويل في عام 1991 والتي ربطت قيمة البيزو الأرجنتيني بالدولار الأمريكي.
في حين نجحت الإصلاحات السياسية في عهد الرئيس السابق كارلوس منعم في الحدّ من التضخم، فإن سلبيات سياساته الاقتصادية أصبحت أكثر وضوحًا منذ عام 1997. في البداية، تم الحفاظ على هذا العرض من خلال خصخصة ما يقرب من جميع الصناعات وصناديق المعاشات التقاعدية في الدولة الأرجنتينية. ومع اكتمال عملية الخصخصة، لم يتمكن الاقتصاد الزراعي القائم على التصدير في الأرجنتين من الحفاظ على تدفق كاف من الدولارات إلى الدولة، لذا بدأ النظام بطلب المزيد والمزيد من الدين العام.

### رئاسة فرناندو دي لاروا
كانت إحدى العوامل الرئيسية التي أدت إلى فوز التحالف في انتخابات عام 1999 هو الوعد بدعم خطة قابلية التحويل. وقد أعلن دي لا روا في إحدى حملاته عن شعار قائل: «معي، بيزو واحد ودولار واحد». على الرغم من الوضع الاقتصادي الدولي المتغير (بما في ذلك الانكماش الاقتصادي في البرازيل، أحد الشركاء الاقتصاديين الرئيسيين للأرجنتين)، والمطالب المتزايدة بزيادة السيادة النقدية، فقد التزم التحالف بالحفاظ على الوضع الراهن بأي ثمن.